# Andrzej Józef Tarussa
Andrzej Józef Tarussa herbu Korab (zm. w 1737 roku) – chorąży trocki pro tunc w latach 1732–1734, pisarz ziemski trocki w latach 1719–1737, wójt trocki w latach 1726–1737, dyrektor trockiego sejmiku deputackiego 1730 i 1732 roku.
Był posłem województwa trockiego na sejm 1729 roku. Poseł województwa trockiego na sejm 1730 roku, sejm 1732 roku, sejm nadzwyczajny 1733 roku i sejm zwyczajny pacyfikacyjny 1735 roku. Jako poseł na sejm konwokacyjny 1733 roku z województwa trockiego był członkiem konfederacji generalnej zawiązanej 27 kwietnia 1733 roku na tym sejmie. Jako stronnik Augusta III Sasa podpisał uchwałę Rady Generalnej Konfederacji Warszawskiej w 1735 roku.